# Tarina Patel
Tarina Patel es una actriz, productora de cine y modelo sudafricana nacida en Ciudad del Cabo y criada en Durban. Ha aparecido en varias portadas de reconocidas revistas como Elle, FHM, Cosmopolitan y Glamour. Como actriz ha trabajado en películas de Sudáfrica y de la India.

## Carrera
Patel nació en Ciudad del Cabo y luego de finalizar sus estudios secundarios se trasladó a la India para estudiar medicina. Allí empezó su carrera como actriz, debutando en la película de 2006 One Night with the King con Omar Sharif y Peter O'Toole. Luego de aparecer en varias producciones cinematográficas de Bollywood, regresó a su país natal para continuar su carrera, vinculándose al reparto de producciones como la exitosa serie de televisión Generations: The Legacy y la película Mandela's Gun, un biopic sobre el líder político Nelson Mandela. Como modelo ha aparecido en numerosas portadas de revistas y fue una de las pocas mujeres sudafricanas que apareció en una portada de Elle.

## Filmografía destacada
- 2020 - The Real Housewives of Johannesburg[5]
- 2016 - Mandela's Gun (como productora ejecutiva)
- 2015 - Generations: The Legacy
- 2012 - Kamaal Dhamaal Malamaal
- 2010 - Chase
- 2008 - Karzzzz
- 2007 - Dus Kahaniyaan (segmento "Sex on the Beach")
- 2007 - Bhool Bhulaiyaa
- 2007 - Dhol
- 2007 - Just Married: Marriage Was Only the Beginning!
- 2006 - One Night with the King